# Gulînar
Albums de Issa Hassan
Ballade kurde à Séville
Gulînar est le premier album d'Issa, paru fin 1995 chez AAA.

## Liste des titres
1. La fleur du grenadier
2. La jeune fille
3. Printemps
4. La voisine
5. Airs de danses
6. La vallée
7. Les fleuves !
8. La joie
9. Dors mon enfant
10. Automne
11. La rose multicolore
12. Airs de danses